# فودكا

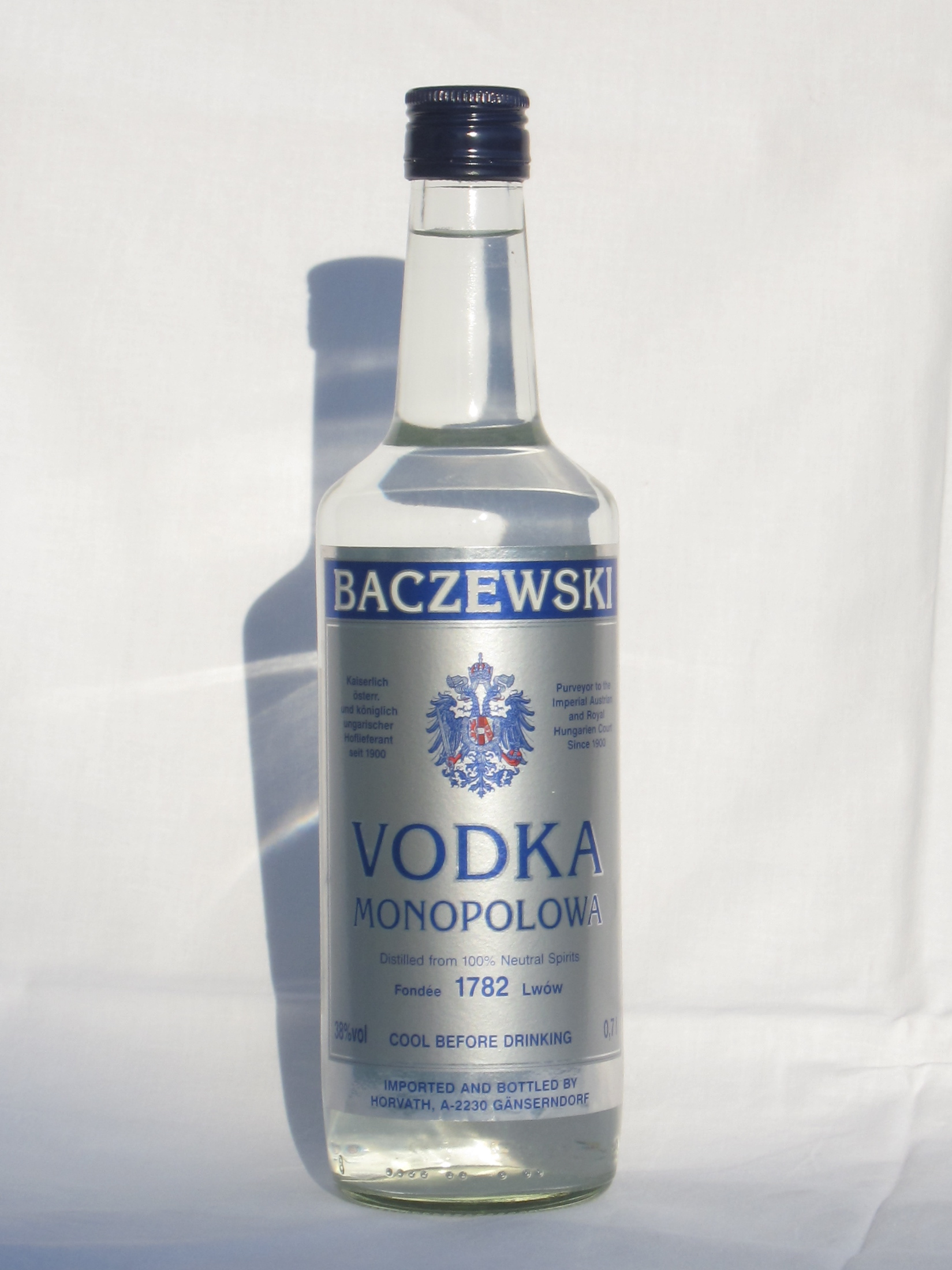
صورة لزجاجة فودكا روسية

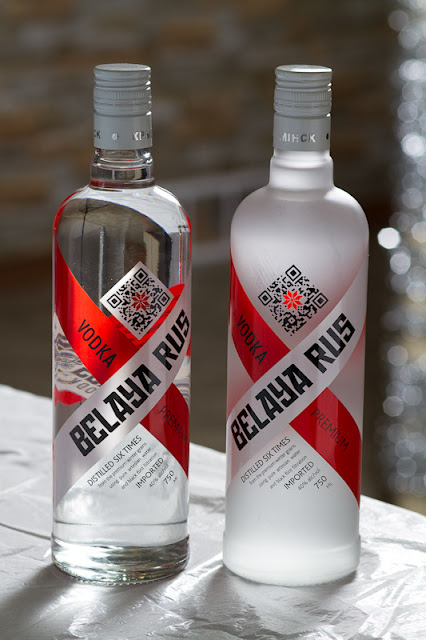
صورة لزجاجة فودكا من روسيا البيضاء

فودكا أو فُدْكَة هو مشروب كحولي شائع، تتكون الفودكا من الماء وكحول الإيثانول بشكل أساسي، مع القليل من النكهات. ويتم إنتاجه في بعض الدول عن طريق تقطير ناتج تخمير الحبوب أو البطاطا. يعتقد أن الاسم فودكا مرتبط بالكلمة السلافية فودا (فودا, woda /вода) والتي تعني الماء، وعادة ما تشرب الفودكا في فصل الشتاء لمنحها الدفىء لشاربها.
تستهلك الفودكا استهلاكًا كبيرًا في دول أوروبا الشرقية والدول الإسكندنافية، ويتراوح محتوى الفودكا من الكحول ما بين 35 إلى 50 بالمئة من الحجم.
تشرب الفودكا عادة دون أن تخفف بالماء أو الثلج، وقد تستخدم في تحضير عدد من الكوكتيلات مثل مارتيني الفودكا، والكوزموبوليتان، والبلودي ماري، والموسكو ميول وغيرها.

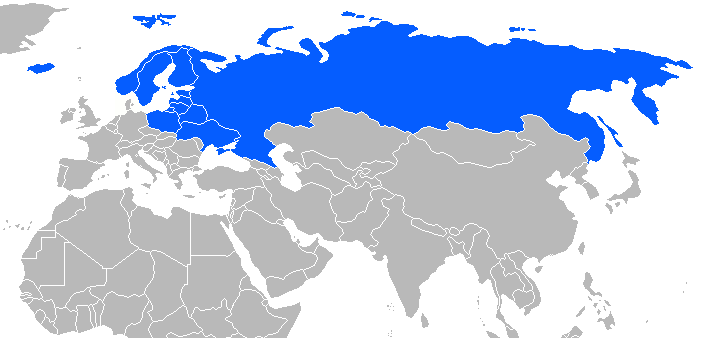
دول حزام الفودكا في شمال وشرق ووسط أوروبا صاحبة أعلى استهلاك للفودكا في العالم

## لمحة تاريخية
عرفت شعوب شمال ووسط وشرق أوروبا الفودكا منذ قرون، وجاء ذكرها في العديد من مخطوطات القرون الوسطى رغم أن المصادر لا تزال غير دقيقة في تحديد بداية ظهورها الفعلية. ورد ذكر كلمة «فودكا» لأول مرة في وثائق الحكومة المحلية البولندية التي تعود لعام 1405، وكان المصطلح يشير حينئذٍ إلى المركبات الكيميائية مثل الأدوية ومستحضرات التجميل، وظهرت التسمية في القواميس الروسية لأول مرة في منتصف القرن التاسع عشر.
استخدمت الفوكا في البداية كدواء، وكانت تحتوي على نسبة أقل من الكحول لا تتعدى 14٪ قبل اختراع آلات التقطير في القرن الثامن التي سمحت بزيادة نقاء المشروبات الكحولية ورفع نسبة ما تحتويه من كحول.

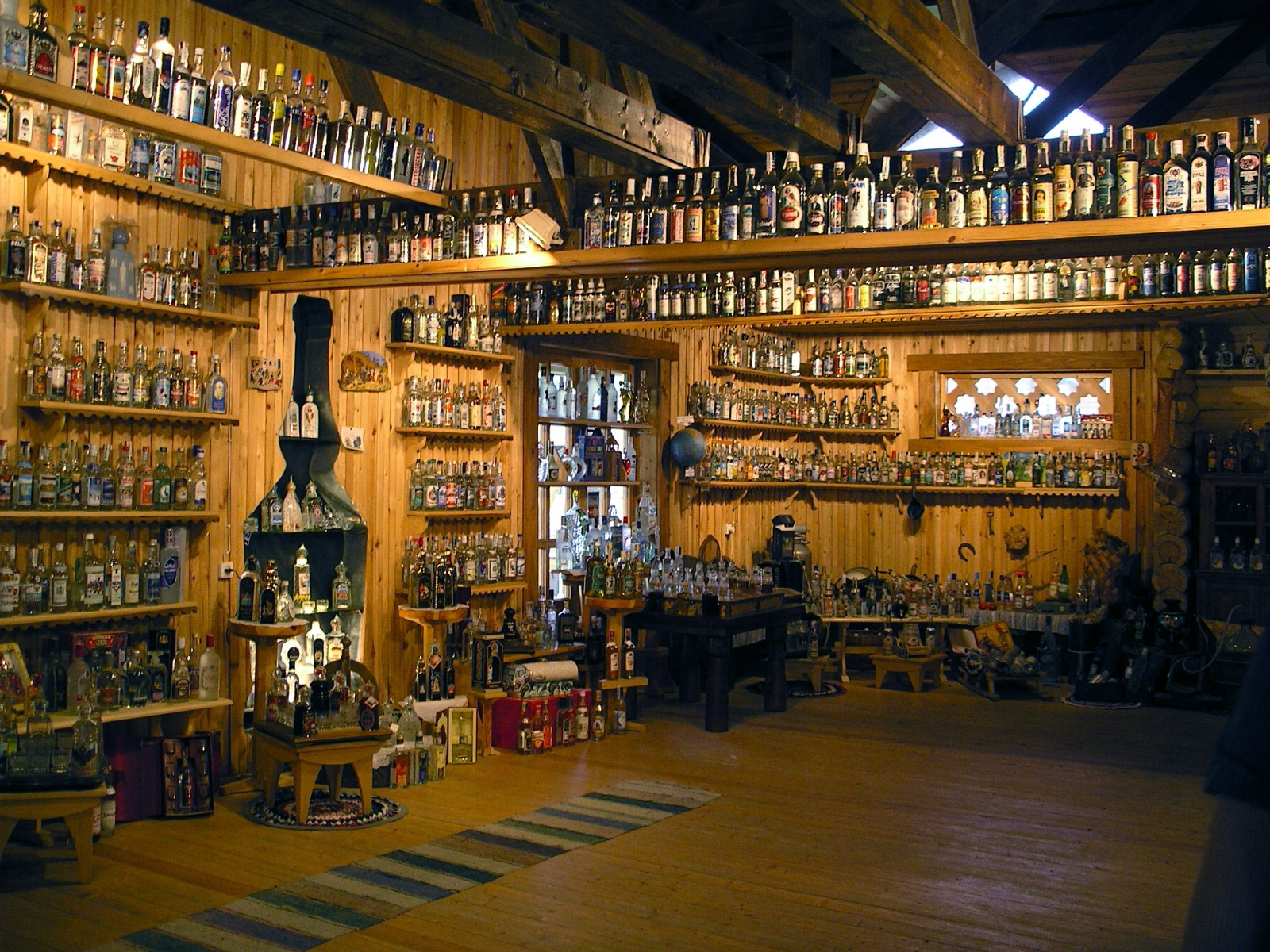
متحف الفودكا في لينينجراد أوبلاست بروسيا

ظهرت الفودكا لأول مرة في روسيا في نهايات القرن الرابع عشر، وبالتحديد في عام 1386 حين جلب سفراء جنوة إلى موسكو نوعًا من الشراب المصنوع من تقطير العنب وقدموه للدوق الأكبر ديمتري دونسكوي أمير موسكو، ومن ثم قام راهب يدعى إيزيدور من دير تشودوف في الكرملين بموسكو بصنع أول فودكا روسية. كان المشروب في ذلك الوقت باهظ الثمن وتحتكر الدولة صناعته، وفي عام 1863 ألغت حكومة روسيا القيصرية احتكارها لإنتاج الفودكا واكتفت بفرض الضرائب على منتجيها فانخفض ثمنها وأصبحت مشروبًا شعبيًا متاحًا حتى لمنخفضي الدخل من المواطنين، حتى أنها شكلت في عام 1911 حوالي 89٪ من إجمالي المشروبات الكحولية التي تستهلك في روسيا.

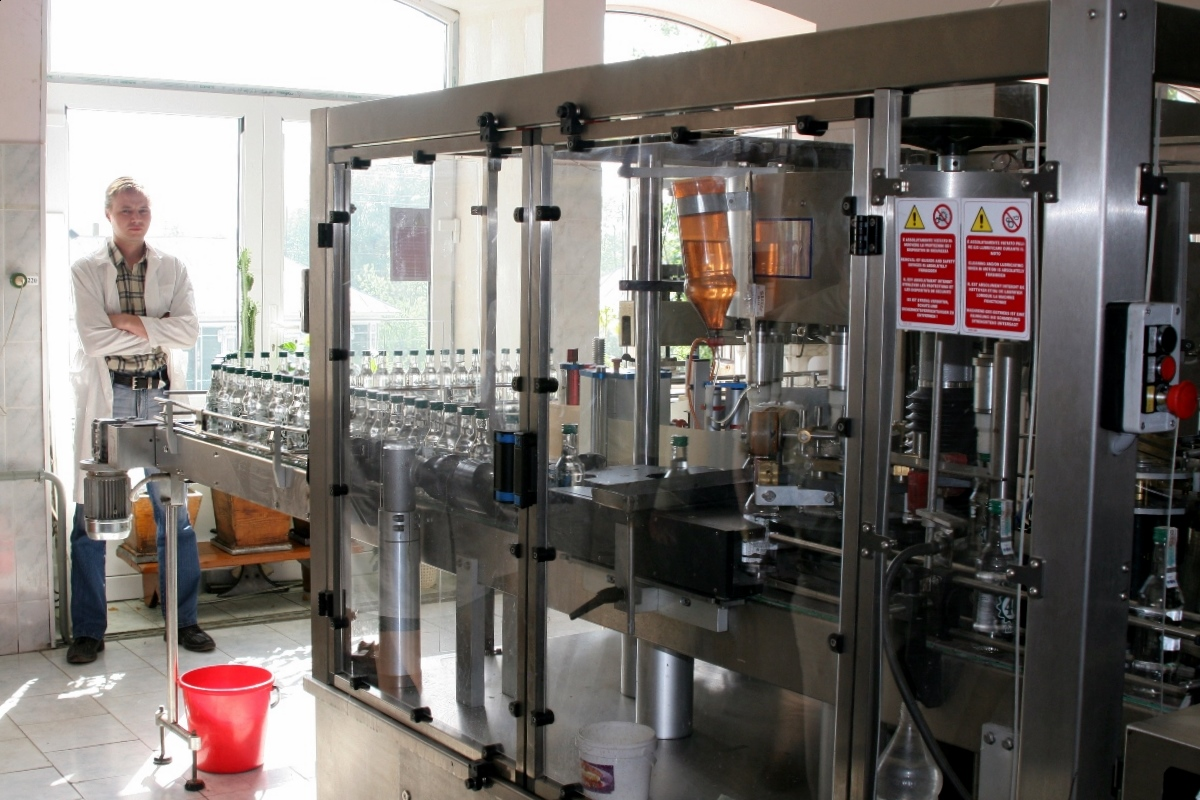
ماكينة لتعبئة الفودكا في روسيا

أصبحت الضرائب على الفودكا مصدرًا أساسيًا للتمويل الحكومي في روسيا القيصرية، إذ ساهمت في بعض الأحيان بما يصل إلى 40٪ من دخل الدولة.

## الإنتاج

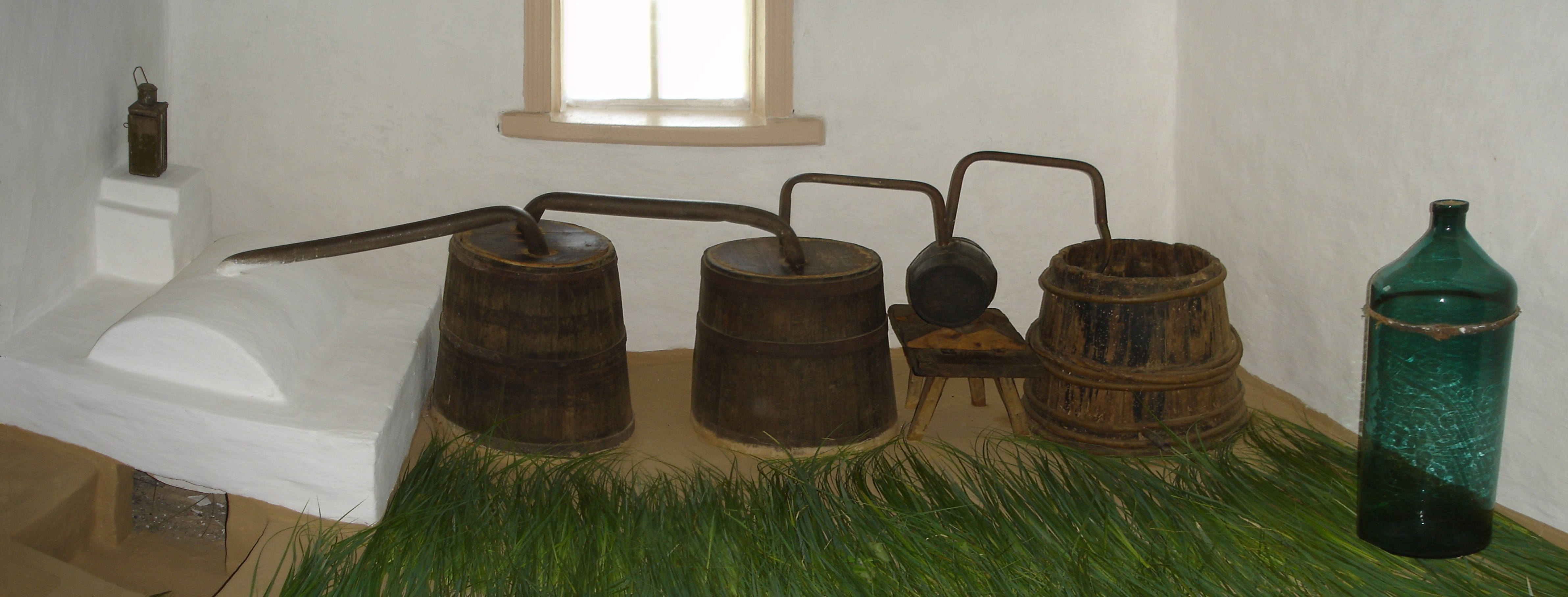
إنبيق تقطير أوكرانية قديمة كانت تستخدم في تقطير الفودكا

يمكن صناعة الفودكا من تقطير أي مادة نباتية غنية بالنشا أو السكر. تنتج معظم الفودكا اليوم من الحبوب مثل الذرة أو الذرة أو الشيلم أو القمح، وتعتبر أفضلها بوجه عام هي الفودكا المصنعة من الشيلم، والقمح. أفضل بشكل عام. كما تصنع بعض أنواع الفودكا من مواد نباتية أخرى مثل البطاطس، ودبس السكر، وفول الصويا، والعنب، والأرز، وبنجر السكر، وأحيانًا من النواتج الثانوية لتكرير الزيوت النباتية.

## النكهات
لا تحتوي الفودكا التقليدية على أية منكهات إضافية، إلا أن الكثير من مصانع تقطير الفودكا التجارية الصغيرة في شمال أوروبا قد اتجهت لإنتاج أنواعًا من الفودكا بنكهات مثل الفلفل الأحمر، والزنجبيل، والفانيليا، والشوكولاتة الغير محلاة، والقرفة، ونكهات الفواكه المختلفة.
يتوفر في السويد أربعون نوعًا شائعًا من الفودكا بنكهات الأعشاب، كما تحظى الفودكا بنكهة العسل والفلفل بشعبية كبيرة أيضًا في روسيا.

## التأثير على الصحة العامة

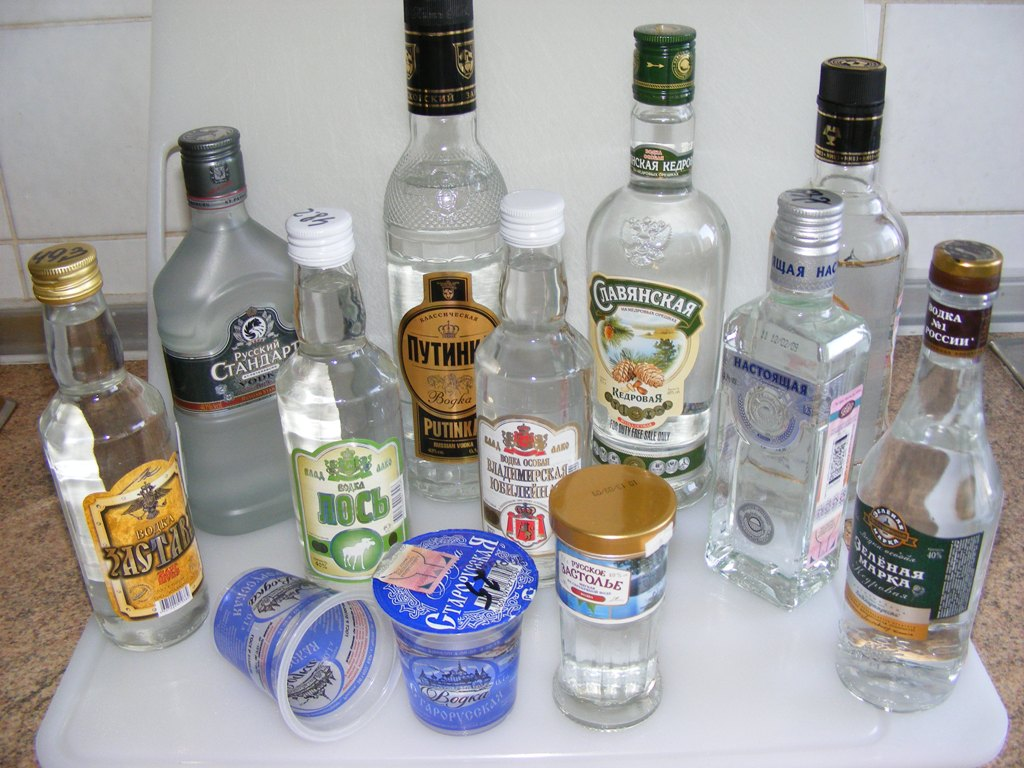
زجاجات مختلفة من الفودكا الروسية

تعتبر الفودكا من أكثر المشروبات الكحولية ضررًا بالصحة العامة في العالم، حيث تصل أعداد الوفيات الناجمة عن الإفراط في تناول الفوكا إلى مئات الآلاف سنويًا في روسيا وحدها.

## في الطهي

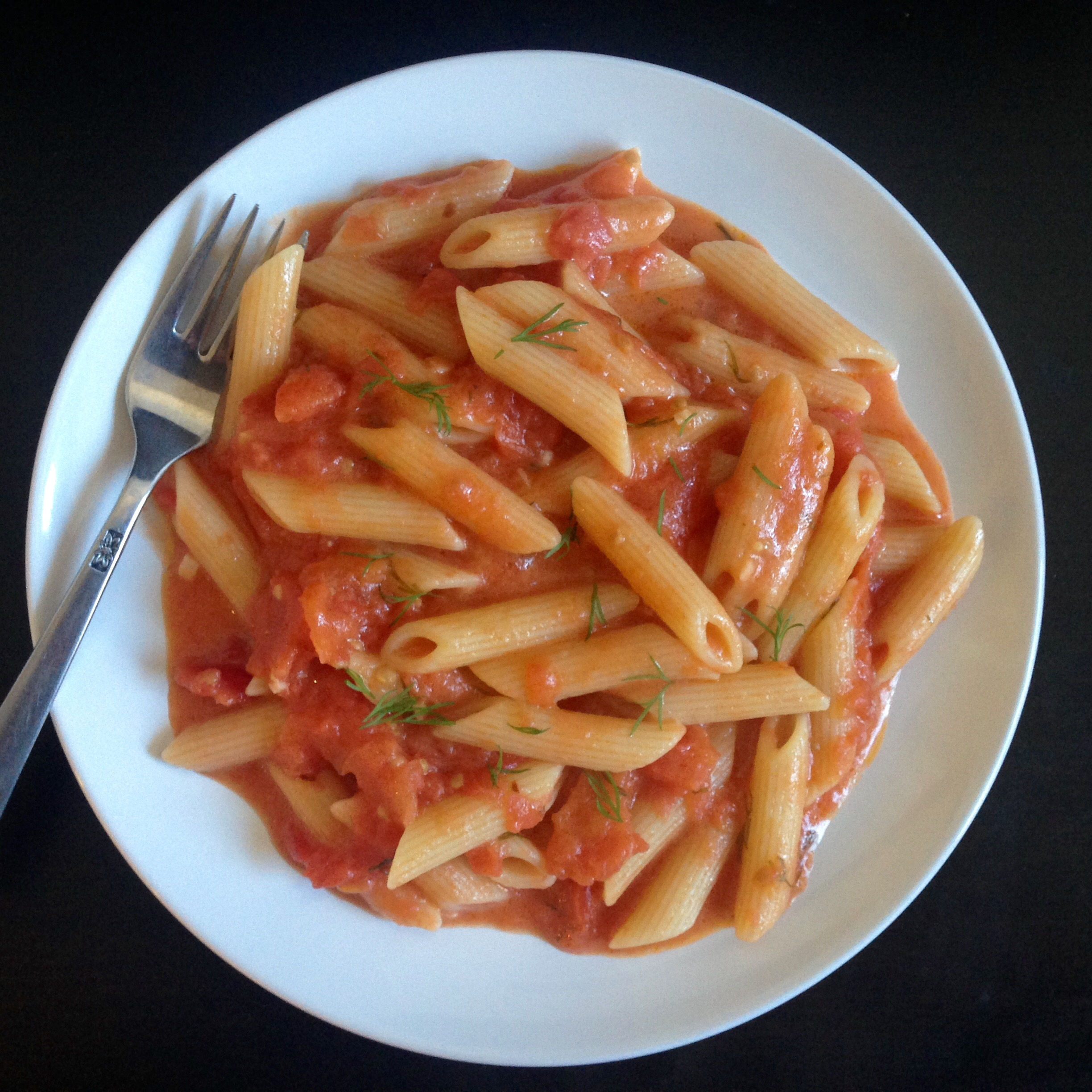
بيني مع الفودكا

تضاف الفودكا في بعض وصفات الطهي مثل بعض أطباق المأكولات البحرية، أو كعك الجبن، وتدخل ضمن مكونات صلصة الفودكا التي ازدادت شعبيتها في سبعينيات القرن العشرين، وتستخدم في بعض وصفات المعكرونة والتي تحتوي على صلصة الطماطم، والقشدة، والفودكا، كما يمكن استخدام الفودكا بدلًا من الماء في وصفات بعض أنواع المخبوزات.